# Сталиндорфский еврейский национальный район
Сталиндорфский еврейский национальный район — национальный район в составе Днепропетровской области УССР. Существовал в 1930—1939 годах (фактически до августа 1941 года). Административный центр — Сталиндорф (ныне село Вакулово).

## Образование района
На территории Криворожского округа существовали семь «старых» еврейских сельскохозяйственных колоний, образованных в 1809—1847 годах: Ингулец, Излучистое, Каменка, Нововитебск, Новожитомир, Новоковно и Новоподольск.
Для реализации государственной политики относительно национальных меньшинств была создана система советских государственных и партийных органов, работой которых руководил ЦКНМ (Центральная комиссия по делам национальных меньшинств) при ВУЦИК. При Комиссии действовала еврейская секция.
Начиная с 1924 года советское правительство стало выделять землю (целину и бывшие пастбища) для образования еврейских сельскохозяйственных поселений. Средства выделялись в основном зарубежными фондами и организациями. Новые посёлки строились в соответствии с проектом: ровные и симметричные улицы, однотипные дома.
Политика коренизации, проводившаяся Компартией в то время, дала импульс для организации административно-национальных районов. Законодательными актами для создания таких районов стали решение ВУЦИК и СНК УССР «О выделении районов Екатеринославской губернии с преимущественно немецким населением» от 11 июня 1924 года и постановление СНК УССР «О выделении национальных районов и Советов» от 29 августа 1924 года. Еврейский национальный район был образован последним так как условием для организации было компактное проживание не менее 10 тысяч человек.
После создания в 1924 году «Комитета по земельному устройству трудящихся евреев» (КОМЗЕТ) при президиуме Совета национальностей Центрального исполнительного комитета СССР и вспомогательной общественной организации ОЗЕТ (1925) поселенческое движение стало массовым. Еврейскую интеллигенцию привлекали перспективы создания еврейской автономии на юге Украины, в Крыму или в Биробиджане, а для лишенцев, составлявших значительную часть трудоспособного еврейского населения (в целом по Украине в 1926—1927 годах — 30 %), участие в этом движении было единственным способом вернуть себе гражданские права.
К концу 1920-х годов было создано 160 еврейских сельских совета на Украине, 29 — в Крыму, 27 — в Белоруссии. На Украине было создано 3 еврейских национальных района — Калининдорфский, Сталиндорфский и Новозлатопольский, в Крыму (РСФСР) — Фрайдорфский и Лариндорфский.
К 1930 году на территории округа образовался район компактного проживания еврейского земледельческого населения — 8-9 тысяч человек. В июле 1930 года, решением правительства, был образован еврейский национальный район, с центром в поселении Излучистое. Район включал 11 сельсоветов — 8 еврейских и 3 украинских. Общее население района было 15 тысяч человек, из них 8600 евреев. Площадь — 45 152 га.
3 февраля 1931 года, решением ЦИК УССР, Излучинский район был укрупнён, добавлением к нему еврейских поселений и украинских и немецких сёл соседних районов. Общее население района составило 30 тысяч человек, площадь 94 610 га. В ходе укрупнения районный центр был перенесён в посёлок Чемеринск (в честь белорусского революционера В. С. Чемеринского, погибшего в годы гражданской войны), образованный переселенцами из Винницы, Каменец-Подольска, Витебска, Житомира и Проскурова в 1924 году. После перемещения районного центра, Чемеринск был переименован 3 февраля 1931 года в Сталиндорф, а район — в Сталиндорфский еврейский национальный район. Входил в состав Днепропетровской области.
В состав укрупнённого района вошли 23 сельсовета:
- 16 еврейских с центрами Новожитомир, Новая Заря, Ворошиловка, Излучистое, Каменка, Нововитебск, Новоковно, Сталиндорф, Чубаровка, Озетовка, Красино, Красино, Лекертово, Войковдорф, Бухариндорф, Фрайдорф;
- четыре украинских (Златоустовка, Марьевка, Лошкаревка, Чистополь);
- два немецких (Александрополь, Новософиевка);
- один русский с центром в Дзержиновке.
Из 126 населенных пунктов, входивших в Сталиндорфский район, еврейскими были 52, из которых 44 были переселенческими поселками. Лишь к концу 1932 г. численность еврейского населения в районе приблизилась к 50 %.

## 1930-е годы

### Коллективизация и голод
С 1929 в районе проводились коллективизация и раскулачивание. Были созданы три небольших колхоза, затем объединившихся в один — «им. Украинского Красного Креста». Его первым председателем избрали двадцатипятитысячника М. А. Длугача. Активными организаторами колхоза были М. А. Мороз (впоследствии много лет проработавший председателем сельского Совета), М. П. Постный, Б. Е. Черняк, А. Я. Соболевский, А. Ф. Федько, Б. Ю. Якубовский и другие.
Сталиндорфский район был одним из наиболее пострадавших в Днепропетровской области во время массового голода 1932—1933 годов. 12 января 1933 г. Днепропетровский обком партии рапортовал ЦК КП(б)У о выполнении Сталиндорфским районом общего годового плана хлебозаготовок. 25 февраля 1933 г. секретарь Сталиндорфского райпарткома М. Н. Кипер (репрессирован, расстрелян в 1938 г.) информировал Днепропетровский обком КП(б)У о тяжелой продовольственной ситуации, многочисленных случаях смерти от голода в Ворошиловском, Красинском, Фрайдорфском, Бухариндорфском, Озетовском и др. сельсоветах, отчаянии колхозников, дошедшем «до крайних пределов», о случаях, «когда родители оставляют детей и удирают».

В Сталиндорфском районе положение колхозников по Ворошиловскому сельсовету отчаянное, люди перестали просить помощь, лежат в холодных, нетопленных домах и ждут смерти. По сельсовету отмечено 14 случаев смерти от голода. В этом же сельсовете у колхозника Бравермана (он сидит в Допре за кражу колхозного хлеба, жена неизвестно где) в хате лежит 4 детей от 5 до 10 лет, не двигаются, опухшие, с открытыми ранами, что говорит о том, что они разлагаются живьем.— Документ 206 «Сводка информационного сектора оргинструкторского отдела ЦК КП(б)У о фактах голода и недоедания в отдельных областях республики» от 1 апреля 1933 г.
В Калиновке был один из лучших колхозов района, благодаря этому в селе ни один человек не умер от голода. В Калиновку приполз опухший от голода 14-летний мальчик из украинского села, евреи его подобрали, накормили и выходили, и он остался жить в Калиновке. Когда во время войны немецкие оккупанты расстреливали евреев, он записал 128 фамилий погибших односельчан. Благодаря ему эти фамилии известны сейчас, они выбиты на памятнике погибшим, установленном на месте расстрела.
Коллективизация и голод привели к исчезновению некоторых еврейских поселений, к числу которых относились Финкельдорф и Ильичевка. В марте 1932 г. партком Сталиндорфского района сообщал в обком КП (б) о том, что во время распределения семенного материала в районе произошли столкновения евреев, русских и немцев.

### Колхоз
К середине 1930-х годов в колхозах были ликвидированы уравниловка и обезличивание. За каждой бригадой закреплён свой участок. Введена оплата труда по количеству и качеству выполненной работы. Предпринятые меры позволили улучшить экономические показатели колхозов и жизнь колхозников.
Проблемой в еврейских национальных районах в начале 1930-х годов стало переселение (а скорее отток) евреев. Массовый отток еврейских переселенческих хозяйств из национальных районов начался ещё в 1931 г., а в первые месяцы 1932 г. он стал массовым. В связи с этим создавалась угроза распада отдельных колхозов и хозяйственного упадка еврейских районов. Место уехавших евреев быстро занималось прибывшими украинцами.
В 1935 году отмечалась пятая годовщина основания района, в Киеве был опубликован очерк председателя Сталиндорфского райисполкома Б. Я. Кагана «Сталиндорф: 5 лет еврейского национального района на Днепропетровщине» (в 1939 г. книга была признана «вредным» изданием и изъята из обращения). Жители района направили послание Сталину, в котором они заявили: «Мы нашли нашу обетованную землю здесь, в Стране Советов». М. М. Хатаевич, первый секретарь Днепропетровского обкома партии, заявил в приветствии жителям района, что успех еврейских колхозников рассеивает антисемитскую клевету о непригодности евреев к работе в сельском хозяйстве.
Вся земельная площадь района составляла 101 545 га, в том числе пахотной —- 76 153 га, а остальная под толокой. Евреи-переселенцы и старожилы занимали 54,6 % всей площади района (из них 70 % выделено под переселенческие поселки), украинское население — 31,5 %, русское — 4,2 %, немецкое — 9,7 %. Обучение в школах проводилось на родном языке. В еврейской, украинской, немецкой и русской школах обучалось 5 250 детей колхозников, рабочих и служащих. Население составляло свыше 30 тысяч человек, из них свыше 13 тысяч евреев. В районе было создано 38 еврейских колхоза. Сельским хозяйством занималось 94,6 % жителей района. В районных учреждениях делопроизводство частично велось на идиш.
Большинство жителей Сталиндорфа трудилось в колхозе. Колхоз возглавляли сначала Борис Евсеевич Черняк, а затем — Артем Михайлович Могильнер. В 1939 г. за успехи в производстве Нухим Ионович Брегер и Иосиф Гериевич Хайтман были награждены орденами Трудового Красного Знамени. Колхоз гордился своими передовиками Юликом Евтелевичем Флейшманом, Гдалем Абрамовичем Шпильбургом и др. За достижение высоких урожаев винограда — 75,2 ц/га и успехи в развитии животноводства колхоз стал участником Всесоюзной сельскохозяйственной выставки 1940 г. и был занесен в её Почетную книгу. Часть населения работала на предприятиях местной промышленности. В 1932 г. в селе построены мельница, маслобойня, в 1936 — создан швейный цех, а в 1937 — завершено строительство трикотажной фабрики. В 1932 г. выросли здания райкома партии, райисполкома, районного отделения Госбанка, аптеки, почты.
Укреплению артельного хозяйства активно содействовала организованная в 1930 году МТС. На поля колхозов района пришла техника. В период организации в Сталиндорфской МТС было пять тракторов марки «Интернационал» и шесть — марки «Фордзон», а в 1931 году получены ещё 17 тракторов ХТЗ.
Развивались и нетрадиционные для евреев отрасли. Свиноводство и разведение другого некошерного животного — кролика становилось символом нового еврея. Об успехах свиноводства гордо докладывали в 1938 году еврейские колхозы Украины.
5 марта 1939 г. принято постановление ЦК КП(б)У «О ликвидации и преобразования искусственно созданных национальных районов и сельсоветов», в котором указывалось, что эти районы были созданы врагами народа с вредительскими целями, Сталиндорфский район был преобразован в обычный и потерял статус национального.
По данным переписи 1939 г. в Сталиндорфе проживало 748 евреев (47,67 %), а во всем районе — 7312 евреев (22,18 %).

### Культурная жизнь
Как образование, так и культура национальных меньшинств того времени проникнута идеей классового и партийного подхода к работе культурно-просветительных учреждений, которые должны были стать кузницей идеологического воспитания трудящихся как строителей социализма. Средством идеологического воздействия на различные слои населения партия рассматривала и органы печатной пропаганды. В области печати и издательства на 1926 г. была следующая картина: на республиканском уровне, на языке идиш издавалась ежедневная газета «Штерн». Газета имела неплохой связь с массами, о чём свидетельствовала деятельность 1000 корреспондентов и 2000 писем, поступающих ежемесячно. Выходила еженедельная газета для молодежи «Юнге Гвардия» — с тиражом 1,5 тыс. экземпляров и журнал «Ди Ройтте вельт» (2 тыс. экз.), Который выходил нерегулярно. В 1930-37 гг. издавались районная газета на идиш «Сталиндорфер эмес» и «Ленінський шлях» на украинском языке.
В некоторых районных учреждениях (райисполком, милиция, суд, прокуратура) делопроизводство частично велось на идиш. В Калиновке был хедер для мальчиков, который находился в доме одного из жителей села. Две большие синагоги находились только в центре района — Сталиндорфе.
В 1937 году на улице Ленина был проведен водопровод длиной в 1 км. В 1935—1936 гг. построена районная больница. Начали действовать детские ясли и сад. Педагогический техникум, открывшийся в 1933 г. в бывшей синагоге, в 1937 г. был закрыт, и на его месте был образован агрозоотехникум.
В мае 1931 г. в районе создан первый в СССР Колхозный еврейский театр. Театр создал режиссёр И. С. Радомысский, окончивший еврейское отделение Киевского драматического института. В ноябре 1931 в Излучистой коллектив представил зрителям спектакль Переца Маркиша «Нит Гедайгет» («Не тужи»). Весной 1935 г. Сталиндорфский еврейский колхозный театр был переведен в Днепропетровск, объединен с ЕврТРАМом и переименован в Еврейский областной театр.

## Холокост в районе

Статья в газете «Известия» за 22 июня 1941 года

Последнее сообщение о достижениях района появилось в заметке, опубликованной в газете «Известия» от 22 июня 1941 г.: 

Прямая, как стрела, главная улица районного центра — Сталиндорфа — сплошь обсажена деревьями. Бросается в глаза обилие новых посадок цветов. В прошлое воскресенье в Сталиндорфе был открыт новый парк на площади в пять гектаров. Вступают в эксплуатацию новые сооружения. На днях закончилось строительство школы-десятилетки. В колхозе имени Сталина открыт родильный дом. Теперь их в районе 16. Район богат садами и виноградниками. На этой базе создается комбинат, который уже в нынешнем году выпустит большое количество вина, повидла, мороженого, фруктовых соков. Колхозы строят 24 новых коровника, 9 телятников, 19 конюшен, 31 свинарню, 29 птичников, 16 зернохранилищ, 8 клубов. Три колхоза прокладывают на своих животноводческих фермах водопроводы. Идет строительство столовых, контор, мельниц, гаражей, кузниц и т. п.
В этот трагический день, центральная газета освещала мирную жизнь страны.
В первые дни войны началась мобилизация. На фронт ушли все военнообязанные района. В начале августа 1941 г. фронт вплотную приблизился к району. С эвакуацией еврейского населения особо не спешили, она началась только 7 августа.
16 августа 1941 г. немцы захватили Сталиндорф, который был переименован ими во Фризендорф. В течение 14-20 августа Сталиндорфский район был полностью оккупирован.

Оккупанты были удивлены, обнаружив так много евреев-крестьян, это не соответствовало образу евреев, особенно советских евреев. Немецкая пропаганда представляла советских евреев как часть правящего класса, а не как простых крестьян. Отчет айнзатцгруппы пытался приспособить уникальное явление еврейского крестьянства к немецкой концепции советского еврейства: «Как феномен мы хотели бы отметить обнаружение еврейских колхозов. Между Кривым Рогом и Днепропетровском находится значительное число еврейских колхозов, которые состоят из евреев не только в качестве руководителей, но также в качестве сельскохозяйственных работников. Насколько мы могли выяснить, это евреи низкого интеллекта, которые были признаны непригодными для важных задач и были „сосланы“ в деревню политическими руководителями».
В октябре в Зволянской балке, в двух километрах от Калиновки, нацисты расстреляли около 500 евреев сел Калиновки, Чапаевки, Озетовки, Фрайлебена и Ульяновки. В Ботвино, Каменке, Нововитебске, Новожитомире, Сталиндорфе и других селах района оккупанты создали гетто. Наиболее трудоспособная часть евреев ежедневно направлялась на строительство и ремонт участка Кривой Рог — Днепропетровск стратегического трансукраинского шоссе, получившее у немецкой администрации название Durchgangsstraße IV или DG IV.. Согласно донесению гебитсфюрера СС и полиции от 21 июня 1942 г., только в Софиевском р-не на строительстве дороги было занято 1200 евреев из района Фризендорф (Сталиндорф), а согласно его же донесениям от 20 июля, 24 августа и 2 ноября — 1300 евреев.
В конце мая 1942 г., после посевных работ, обитатели гетто были расстреляны. В мае-июне 1942 г. были ликвидированы нетрудоспособные евреи Сталиндорфского района (примерно 2000 человек). В конце лета 1942 г. в трудовых лагерях ещё содержалось около 1300 евреев Сталиндорфского района. В декабре 1942 — январе 1943 гг. они (примерно 1000 человек) были уничтожены.
Согласно акту районной комиссии по расследованию нацистских злодеяний (от 16 июля 1944 г.), составленному для Чрезвычайной государственной комиссии, в Сталиндорфском районе в период оккупации (особенно с 5 мая 1942 г. по 1 августа 1943 г.) были расстреляны 3911 евреев.
В начале февраля 1944 г. Сталиндорфский район был освобожден Красной Армией.
15 августа 1944 г. село Сталиндорф было переименовано в село Сталинское, а Сталиндорфский район — в Сталинский.

## Современность
Сведения о проживании евреев в других населенных пунктах бывшего еврейского национального района после Второй мировой войны отсутствуют.

## Еврейские населённые пункты района[2]
- Ботвино — исключено из учётных данных;
- Бухариндорф — ныне село Степовое Новософиевского сельсовета Никопольского района;
- Войковдорф — исключено из учётных данных;
- Ворошилова — ныне село Каменское Златоустовского сельсовета Криворожского района;
- Ворошиловка — ныне село Долговка Криничеватского сельского совета Никопольского района;
- Гофенфельд — ныне село Высокополь Кировского сельсовета Никопольского района;
- Гроссер — ныне село Суворовка Красинского сельсовета Криворожского района;
- Земтруд — исключено из учётных данных;
- Излучистая — ныне село Излучистое Каменского сельсовета Софиевского района;
- Ильичевка — исключено из учётных данных;
- Калиновка — ныне село Калиновка Розылюксембургского сельсовета Широковского района;
- Калиновка, уч. 9 — ныне село Малая Калиновка Дзержиновского сельсовета Солонянского района;
- Каменка — ныне село Каменка Каменского сельсовета Софиевского района;
- Красино — ныне село Красовское Красинского сельсовета Криворожского района;
- Красино, уч. 14 — исключено из учётных данных;
- Красный Кустарь (Червоный Кустарь) — включено в черту села Златоустовка Златоустовского сельсовета Криворожского района;
- Красный Пахарь (Червоный Пахарь) — исключено из учётных данных;
- Ларино — включено в черту села Красовское Красинского сельсовета Криворожского района;
- Ларинфельд — включено в черту села Путиловка Новософиевского сельсовета Никопольского района;
- Лекерт — ныне село Трудолюбовка Розылюксембургского сельсовета Широковского района;
- Лениндорф — включено в село Таврическое Кировского сельсовета Никопольского района;
- Ленинский — ныне село Дачное Жовтневого сельсовета Софиевского района;
- Люксембург — исключено из учётных данных;
- Мендельдорф — исключено из учётных данных;
- Мережинка — включено в черту села Анно-Мусиевка Дзержиновского сельсовета Солонянского района;
- Нива — ныне село Садовое Красинского сельсовета Криворожского района;
- Новая Балта — ныне село Новая Балта Лошкаревского сельсовета Никопольского района;
- Новая Заря — ныне село Новая Зоря Веселовского сельсовета Криворожского района;
- Новая Проскуровка — исключено из учётных данных;
- Нововитебск — ныне село Нововитебское Нововасильевского сельсовета Софиевского района;
- Новожитомир — ныне село Новожитомир Красинского сельсовета Криворожского района;
- Новоковно — ныне село Новые Ковна Нововасильевского сельсовета Софиевского района;
- Новоподольск — ныне село Новоподольское Нововасильевского сельсовета Софиевского района;
- Новый Путь — ныне село Новый Шлях Веселовского сельсовета Криворожского района;
- Озетовка — ныне село Анно-Мусиевка Дзержиновского сельсовета Солонянского района;
- Петровский — исключено из учётных данных;
- Першотравенский — исключено из учётных данных;
- Полтавцы — включено в черту села Садовое Красинского сельсовета Криворожского района;
- Райхфельд — исключено из учётных данных;
- Ройтфельд — ныне село Степовое Новоюльевского сельсовета Софиевского района;
- Сталиндорф — ныне село Вакулово Жовтневого сельсовета Софиевского района;
- Таганча — включено в черту села Садовое Красинского сельсовета Криворожского района;
- Ульяновка — исключено из учётных данных;
- Урицкого — исключено из учётных данных;
- Участок Д — исключено из учётных данных;
- Финкельдорф — исключено из учётных данных;
- Фрайдорф (б. Эмес) — исключено из учётных данных;
- Фрайдорф — включено в черту села Чистополь Кировского сельсовета Никопольского района;
- Фрайлебен — включено в черту села Осипенко Дзержиновского сельсовета Солонянского района;
- Фрунзенфельд — исключено из учётных данных;
- Хлибопраця (Хлиб и Праця) — ныне село Трудовое Красинского сельсовета Криворожского района;
- Цеткино — исключено из учётных данных;
- Червоный Под — ныне село Червоные Поды Новопольского сельсовета Криворожского района;
- Чубаровка — исключено из учётных данных;
- Чубаровка (им. Чубаря), затем Чапаевка и Хрущовка — исключено из учётных данных.